# Janine Mitaud
« Mitaud » redirige ici. Pour les articles homophones, voir Mito, Mytho et Mitau.
Janine Mitaud est une poétesse française, née le 17 juin 1921 à Mareuil-sur-Belle (Dordogne) et morte le 1er mai 2011 à Longjumeau (Essonne).

## Biographie
Janine Mitaud naît le 17 juin 1921 à Mareuil-sur-Belle. Elle passe les premières années de sa vie à Bourdeilles où ses parents sont instituteurs. 
Interne à Périgueux, c’est une élève brillante, qui excelle tout particulièrement dans les exercices littéraires. Encouragée par ses professeurs, elle commence à écrire de la poésie. Elle poursuit ses études à l’École normale et s’abonne à des revues de poésie. Dès 1940, elle envoie des textes à l’éditeur Pierre Seghers qui encourage des débuts prometteurs. La poétesse noue avec lui une correspondance qui se poursuivra pendant plus de quarante ans.
Après la Seconde Guerre mondiale, Janine Mitaud s’installe en région parisienne à Sainte-Geneviève-des-Bois et se rapproche des milieux littéraires parisiens. Seghers publie Hâte de vivre dans la collection « Poésie 49 », premier recueil encore très marqué par la thématique de la guerre. Parallèlement, le graveur, éditeur et poète brésilien Vincent Monteiro, animateur du « Salon de la Poésie » à Paris, publie des poèmes de Mitaud dans des plaquettes collectives et édite Bras étendus en 1951. 
Janine Mitaud fait la rencontre d’Oleg Ibrahimoff, médecin et poète russo-tatar qu’elle épouse et dont elle aura une fille, Claude Ibrahimoff, en 1953. 
La poétesse prend contact avec l’éditeur René Rougerie qui publiera onze de ses recueils, dont L’Échange des colères, préfacé par René Char. 
En 1966, Oleg Ibrahimoff crée avec l'aide de Janine Mitaud la revue de poésie Métamorphoses qui paraîtra jusqu’en 1974. Y seront publiés de nombreux poètes contemporains comme Joë Bousquet, Loránd Gáspár, Jean L’Anselme, Paul Chaulot, Jean Rousselot, Gabriel Audisio, Ion Caraion, Jean-Philippe Salabreuil, Alain Frontier... Janine Mitaud noue de nouvelles relations dans le milieu littéraire et artistique - ainsi qu’en témoigne sa riche correspondance - et affirme la singularité de sa voix sous l’égide des grands poètes de son époque : en 1974, Georges-Emmanuel Clancier et Pierre Seghers préfacent respectivement Le Soleil sursoit et Danger. 
Dans les années 1970, la poétesse apparaît dans plusieurs anthologies : Jean Rousselot lui consacre un article dans son Dictionnaire de la poésie française contemporaine ; Pierre Seghers la cite dans Le Livre d’or de la poésie française ; Serge Brindeau la fait figurer dans La Poésie contemporaine de langue française depuis 1945.
Elle continue à publier jusqu'à la fin de sa vie qui survient le 1er mai 2011. La bibliothèque de Sainte-Geneviève-des-Bois lui rend hommage dans le cadre du Printemps des Poètes le 30 mars 2013 à travers une exposition de livres rares, de brouillons manuscrits et de lettres privées, ainsi que par une mise en voix de ses textes par la Compagnie Marcelle, Robert et les autres.

## Particularités de l’œuvre
Sensible au dialogue entre les arts, Janine Mitaud a souvent choisi d’associer à ses poèmes des gravures, photographies ou lithographies. Pierre Garcia-Fons, Jean Casazza, J.-J.-J. Rigal, Pierre Peyrolle, Ania Staritsky, Anton[Qui ?], Kevin Hurley ou Claude Ibrahimoff ont ainsi collaboré à des recueils.
Ses poèmes paraissent dans de nombreuses revues : Les Cahiers de la poésie, Les Cahiers du Sud, Correspondances, Création, Jointure, Le Journal des poètes, LittéRéalité, Loess, Non-lieu, Poésie présente ou La Revue de l'Acilece. 
Dans un paysage poétique où la voix des femmes reste marginale, la poésie de Janine Mitaud a parfois été associée à celle d’autres poétesses. Dès 1955, la revue Profil littéraire de la France l’intègre à son numéro consacré à « La Jeune Poésie féminine ». En 1975, Poésie 1 la fait figurer dans son numéro « La Nouvelle Poésie féminine » préfacé par Gisèle Halimi. Par ailleurs, on trouve les poèmes de Mitaud dans deux anthologies dédiées à la poésie féminine : Huit siècles de poésie féminine de Jeanine Moulin et Poèmes de femmes, des origines à nos jours de Régine Desforges. Enfin, les universitaires Michael Bishop et John Stout, spécialisés dans les études de genre, lui consacrent des travaux dans Women’s Poetry in France, Studies in 20th Century Literature et Contemporary French Women Poets. Mais Janine Mitaud refuse que la réception de sa poésie soit conditionnée par son genre et rejette la notion de « poésie féminine » dans un entretien accordé à John Stout.

Bien que née dans le contexte de la Seconde Guerre mondiale qui marque profondément ses premiers recueils, la poésie de Janine Mitaud se caractérise par un optimisme profond ainsi que le souligne René Char : « Janine Mitaud nous donne à songer que l’oiseau vole infiniment plus que l’homme ne marche. Cependant, si l’acharné détruit la maison de l’oiseau, ce dernier reste éclat de beauté sur son meilleur regard ». C’est à travers le thème du fruit qui traverse toute son œuvre que Janine Mitaud donne à voir sa foi dans les forces régénératrices de la nature : 
Il faudra vous accorder à nos raisons d’aimer
Les très lents progrès des midis
Où le monde tranche son fruit
Où les grappes de paix cessent d’avoir une ombre
Où l’homme déchiré reçoit l’évidence de la blancheur
Les gestes ne se forment plus que pour cueillir
En même temps que le futur
Vos cœurs régénérés et vos cœurs irrigués
Cet optimisme est indissociable de l’injonction que se donne la poétesse à elle-même : « Je veux que le poème signifie ». Poète « de l’évidence » selon Alain Bosquet, Janine Mitaud se tient à distance de l’ « ésotérisme et (du) refus de signifier ». Ici, le poème doit se construire à hauteur d’homme et être support de sens pour atteindre sa fonction réparatrice : « Nous demeurons pris au piège généreux d’un langage qui oblige à l’absolue sincérité. L’emporteront la profondeur et l’exigence et non pas une vague fluidité. » (Mitaud)

## Œuvres

### Poésie
- Hâte de vivre, Pierre Seghers, « Poésie 49 », 1949.
- Bras étendus, La Presse à Bras de Monteiro, 1951.
- Silence fabuleux (frontispice de P. Garcia-Fons), Signes du temps, 1951.
- Rêverie, La Presse à Bras, 1951.
- Poème à Eluard, La Presse à Bras, 1953.
- Départs, Pierre Seghers, 1953.
- Les Armes fulgurantes, Rougerie, 1955.
- Soleil de blé, Rougerie, 1958.
- Le Futur et le Fruit, Pierre Seghers, 1960.
- Le Visage, Rougerie, 1961.
- L’Échange des colères (avant-propos de René Char), Rougerie, 1965 (avec 4 lithographies originales de Casazza).
- La Porte de la terre, Rougerie, 1969 (avec quatre eaux-fortes en couleur de J.-J.-J. Rigal).
- Le Soleil sursoit (préface de Georges-Emmanuel Clancier), Pierre Fanlac, 1974 (Frontispice de Pierre Peyrolles).
- Juillet Plain-Chant, Alain Sanchez, 1974 (avec une gravure et un dessin de Staritsky).
- Danger (préface de Pierre Seghers), Rougerie, 1974.
- Livre-Poème, Pierre Fanlac, 1979.
- De la rose à l’éros, Chambelland - Librairie Le Pont de l’Epée, 1982.
- Suite baroque, Pierre Fanlac, 1983 (dessins d’Anton).
- Poèmes cruels, Rougerie, 1988.
- Pages, Rougerie, 1991.
- Recueil lent, Rougerie, 1996.
- Privilèges, Rougerie, 2000.
- Naturel, Alain Lucien Benoît, 2001 (avec sept encres de Kevin Hurley).
- Traversées, Alain Lucien Benoît, 2004 (avec deux images de Claude Ibrahimoff).
- Forêt, Rougerie, 2005 (avec un collage de Claude Ibrahimoff).
- De quel amour blessés… , Alain Lucien Benoît, 2008.
- Les Promenades, La Porte, 2009.
- Soleil multiplié, Rougerie, 2017.

### Traductions
- HUGHES Ted, Cave Birds, traduit de l’anglais et présenté par Janine Mitaud. Giromagny,  Orphée / La Différence, 1991.
- PAYNE Robert, Mao Tsé Toung. Paris, Pierre Seghers, 1949.